# وزن‌دهی وارون واریانس
در آمار، وزن‌دهی وارون واریانس (به انگلیسی: Inverse-variance weighting) روشی برای تجمیع دو یا چند متغیر تصادفی برای به حداقل رساندن واریانس میانگین وزنی است. هر متغیر تصادفی به نسبت وارون با واریانس خود وزن می‌شود، یعنی متناسب با دقت آن.
وزن‌دهی وارون واریانس معمولاً در فراتحلیل آماری یا ترکیب حسگر برای ترکیب نتایج حاصل از اندازه‌گیری‌های مستقل استفاده می‌شود.